# ناحیه یوتسا
ناحیه یُوتْسا زیرمجموعه فنلاند مرکزی و یکی از ناحیه‌ها در فنلاند از سال ۲۰۰۹ است.

## شهرداری‌ها
- یوتسا
- لوهانکا